# Dream Lover
Dream Lover es una película estadounidense de thriller psicológico-erótico de 1993 escrita y dirigida por Nicholas Kazan y protagonizada por James Spader y Mädchen Amick. El rol principal de Spader es actualmente considerado como una de sus mejores y más representativas actuaciones.

## Argumento
Ray Reardon (James Spader) es un joven, rico y exitoso arquitecto con una admirable situación económica, quien está concluyendo su divorcio con Martha (Kathleen York), por lo que su humor no es de los mejores.
Reardon es invitado a una galería de arte para distraerse por su amigo Norman. Allí, por casualidad conoce a una singular, carismática y bella mujer, Lena Mathers (Mädchen Amick), al derramarle un poco de vino en su vestimenta. Ella se molesta por el incidente y se retira. Sin embargo, casualmente se encuentran en un supermarcket y ella se disculpa por su comportamiento, Ray queda intrigado por el carisma de Lena. La atracción de Reardon y Lena es amor a primera vista y en su próxima cita tienen sexo desbordante. Reardon queda obnubilado por Lena quien lo trata dulcemente y es una poderosa vía de escape para Reardon.
Pronto el noviazgo se materializa y el dolor por el divorcio que oprimía a Ray es cosa del pasado. Ray le ofrece matrimonio a Lena y ella acepta. Ray no puede de felicidad y la comparte con sus amigos; sin embargo, Norman le hace ver lo precipitado de la relación y que realmente no conoce nada de Lena salvo el sexo. Ray no escucha... por ahora.
La convivencia transcurre normalmente para el jubiloso Ray Reardon, los negocios marchan viento en popa y llega el primer hijo; sin embargo pronto el comportamiento errático e inconsistente de Lena va gradualmente cambiando sumiendo a Ray en torrentes de confusión y sospechas sin dirección, y este va cayendo sin sospecharlo en un estado paranoico. 
Ray empieza a hacer averiguaciones sobre el pasado de la bella Lena y descubre que hay "algo que no encaja" ya que descubre que su origen es completamente distinto y no el que ella decía tener. Ray obtiene pruebas de que Lena tiene un pasado de pobreza y de dudosa reputación al conversar con un exnovio que es el mecánico del pueblo y quien se jacta de los atributos de Lena. 
Lena empieza sutilmente a rechazarlo. Ray, desesperado, una noche pide explicaciones por todo lo averiguado. Lena le hace una fría confesión de que está teniendo relaciones con un amigo de él y que es probable que el no sea el padre biológico del hijo nacido. Lena queda esperando la respuesta de Ray. Ray, súbitamente en un arrebato de furia golpea en la mejilla a Lena, y esta hace llamar a la policía la que aparece casi en el acto para sorpresa de Ray. Es arrestado y sometido a juicio, pero su defensa alega que Ray no está en condiciones normales y demuestra una enfermedad mental paranoica en progreso y el juez ordena que sea internado en un hospital para enfermos mentales. Ray no cabe de estupor por como se están desarrollando las cosas. 
Mientras está el hospital psiquiátrico, Ray, quien está completamente cuerdo, se entera por una conversación que escucha su amigo Norman a Lena, de que ella ha montado toda la relación y manipulación del estado emocional de Ray y todo lo que le sucede, solo con el objeto de declararlo mentalmente como Interdicto e incompetente y así apropiarse por derecho marital de sus bienes, y lo peor es que a Lena, Ray no le importa ni le ha importado nunca ni un comino y que todo fue producido y premeditado para enriquecerse.
Desde su internación, Ray, sumido en el dolor, empieza a tramar su venganza mientras Lena hace todos los trámites para convertirse en dueña de sus riquezas. Ray, por medio de Norman, convence a Lena de que lo visite con motivo de su cumpleaños en el sanatorio. Lena acude solo porque cree que en su plan maestro hay un error indicado sutilmente por Norman y que Ray sabe y ella decide averiguar cuál podría ser ese error.
Ray es visitado por Lena y esta, con tono dulce y condescendiente, lo agrede psicológicamente confesando su maquinación, pues considera que Ray se ha convertido en un verdadero enfermo mental. Mientras un paciente del sanatorio con el que Ray se ha vuelto amigo distrae a los guardias, Ray consigue alejarse hacia los jardines con Lena y le dice que su plan tiene un error crucial. Lena se sorprende y le pregunta cuál es. Ray atrapa el hermoso cuello de Lena entre sus manos y mientras la estrangula firmemente le dice que, al matarla, el asesinato no le será tomado en cuenta, pues él es un enfermo mental declarado y legalmente inimputable, y que por lo tanto sólo le darán unos seis meses más de internación y luego lo dejarán salir para recuperar su vida. Esto es lo último que la conciencia de Lena logra captar antes de fallecer.

## Recepción
El film fue poco apreciado en su momento y solo un 40% del público comentó positivamente acerca del film en el sitio recopilador de críticas Rotten Tomatoes. No obstante a través del tiempo ha sido revaluado como uno de los mejores films de Kazan y una de las mejores actuaciones de James Spader y de la por entonces emergente actriz Mädchen Amick.